# Saint-Martin-aux-Chartrains
Saint-Martin-aux-Chartrains – miejscowość i gmina we Francji, w regionie Normandia, w departamencie Calvados.
Według danych na rok 1990 gminę zamieszkiwało 369 osób, a gęstość zaludnienia wynosiła 73 osoby/km² (wśród 1815 gmin Dolnej Normandii Saint-Martin-aux-Chartrains plasuje się na 534. miejscu pod względem liczby ludności, natomiast pod względem powierzchni na miejscu 881.).